# Hugo Stinnes
Hugo Stinnes, född 12 februari 1870 i Mülheim an der Ruhr, död 10 april 1924 i Berlin, var en tysk industriman och politiker.
Stinnes skapade ett av Tysklands största industrikonglomerat, Stinnes AG, inom gruvor, handel och industri. Stinnes var en av de mest inflytelserika under Weimarrepublikens första år. Överenskommelsen mellan arbetsgivare och arbetarrörelsen efter första världskriget har fått sitt namn, Stinnes-Legien-avtalet, efter Stinnes och Carl Legien.

## Biografi
Hugo Stinnes var son till Hermann Hugo Stinnes (1842–1887) och Adeline Stinnes (1844–1925). Familjen var en förmögen industrifamilj i Mülheim som var verksam inom handel och gruvindustri. Hans farfar Mathias Stinnes hade i början av 1800-talet börjat frakta kol och annat gods längs med Rhen mellan Köln och Amsterdam. Från 1839 följde investeringarna i gruvindustrin. 1895 gifte sig Hugo Stinnes med Cläre och tillsammans hade de sju barn, däribland Clärenore Stinnes.
Stinnes studerade gruvindustri och kemi vid Königliche Bergakademie in Berlin varpå han började verka i familjens företag Mathias Stinnes KG från 1890. Han lämnade sedermera familjeföretaget och grundade det egna företaget Hugo Stinnes GmbH, en internationell handelskoncern, som kom att växa sig betydligt större än Mathias Stinnes KG. Stinnes byggde upp kolhandel och startade sedan ett rederi som blev framgångsrikt med import och export av järn- och stålprodukter samt kol. Viktiga länder för importen var Ryssland (trä) och Sverige (malm).
Stinnes engagerade sig starkt i elektrifieringen av Tyskland och utbyggnaden av infrastruktur. Hugo Stinnes finansierade också AVUS, som brukar räknas som världens första motorväg. Efter hans död 1924 föll hans koncern samman. I dag är det som tidigare var Stinnes en del av Schenker.